# National Institute of Radiological Sciences

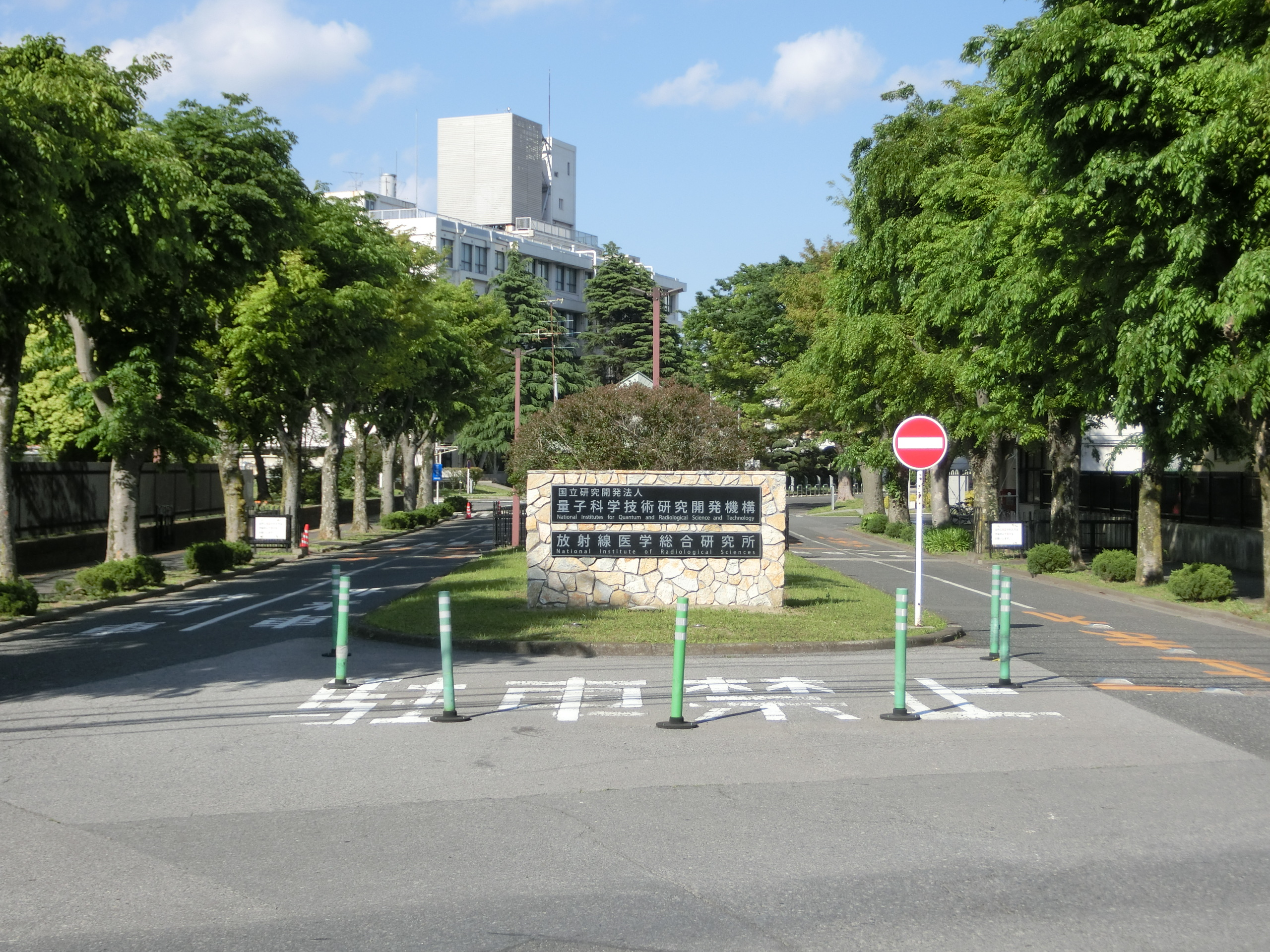
NIRS – Zufahrt

Das National Institute of Radiological Sciences (NIRS, engl. für „Nationales Institut der radiologischen Wissenschaften“; jap. 放射線医学総合研究所, Hōshasen Igaku Sōgō Kenkyūjo, dt. etwa: „Verbund-Forschungsinstitut für Strahlenmedizin“) ist die größte strahlenmedizinische Forschungseinrichtung in Japan. Es wurde 1957 gegründet und befindet sich im Stadtbezirk Inage von Chiba, in unmittelbarer Nachbarschaft der Universität Chiba. Das Institut ist seit 2001 als Selbstverwaltungskörperschaft unter der Aufsicht des japanischen Kultus- und Technologieministeriums organisiert, von dem es auch überwiegend finanziert wird.
Auf einem etwa 400 mal 200 Meter großen Campus befinden sich verschiedene Forschungseinrichtungen für Radiologie, Nuklearmedizin und Strahlenbiologie. Der Bereich Strahlentherapie verfügt über ein Krankenhaus und über einen Schwerionenbeschleuniger, der zur Krebsbehandlung eingesetzt wird. Es existieren gemeinsame Forschungsprojekte mit Universitäten und Instituten in verschiedenen asiatischen und europäischen Ländern.
In Hitachinaka betreibt das NIRS eine Einrichtung für Meeres-Radioökologie.

## Organisation
Das Institut gliedert sich in fünf Hauptbereiche:
- Forschungszentrum für Partikeltherapie
- Zentrum für Molekulare Bildgebung
- Forschungszentrum für Strahlenschutz
- Forschungszentrum für Strahlen-Notfallmedizin
- Zentrum für Grundlagentechnologien